# Le Trianon (París)
Lel Trianon es un teatro parisino situado en el número 80 del boulevard Marguerite-de-Rochechouart en el XVIII Distrito de París, al pie de la colina de Montmartre.

## Historia

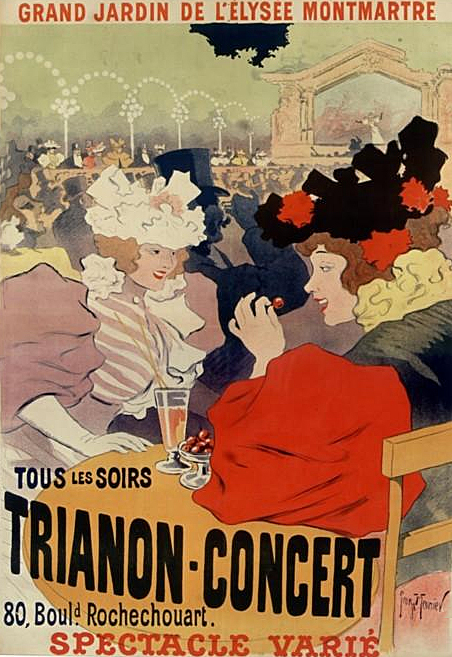
Trianon-Concierto en el gran jardín del Élysée Montmartre, cartel de Georges Meunier (1895).

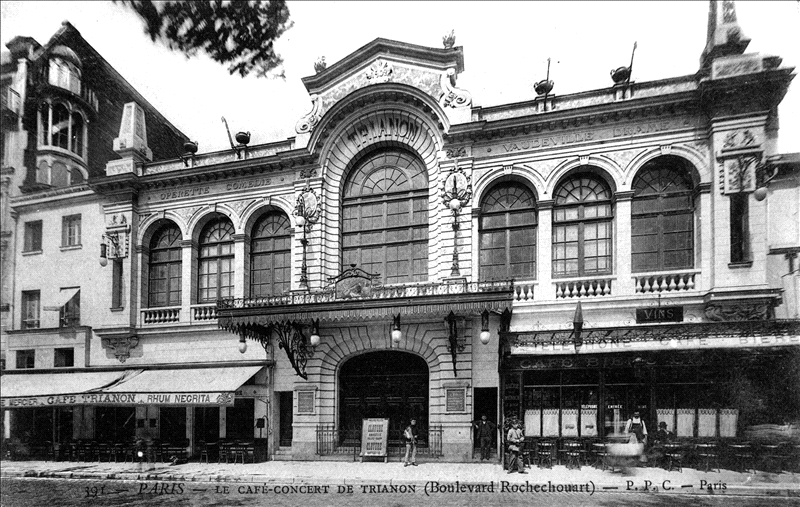
El Trianón en la década de 1900

Construido en 1894 sobre el jardín Elysée-Montmartre, denominado Trianon-Concert, era una sala de espectáculos, que acogió al año siguiente a artistas famosos, como Mistinguett, La Goulue, Grille d'aiguille, Valentin the boneless. Pero en 1900, cuando Leopoldo Fregoli debutaba allí en París y la Belle Époque estaba en pleno apogeo, un incendio destruyó la sala y parte de las dependencias del Elíseo-Montmartre.
El arquitecto Joseph Cassien-Bernard (alumno de Charles Garnier y diseñador del puente Alexandre-III) emprendió su reconstrucción, que fue inaugurada a finales de 1902 bajo el nombre de "Trianon-Teatro". Renombrada por modas y circunstancias, se llamó sucesivamente "Teatro Víctor Hugo" (1903), "Trianon-Lyric" y por fin "Trianon". En 1908, era una rama de la Opéra-Comique especializada en opereta.
Hacia 1928 muere su director, Pierre, que fue el padre de Jacqueline Pierre, más tarde conocida como Jacqueline Joubert.
En 1936, el Trianon se dedicó a music hall, con artistas como Yvette Guilbert, Marie Dubas, Fréhel y Pierre Dac. Poco antes de la Segunda Guerra Mundial, se convirtió en cine con 1000 places endos niveles de balcones (como en el Grand Rex ) frecuentada por Jacques Brel a principios de la década de 1950 y donde escribió algunos de sus textos.
En la década de 1980, el cine en salas atravesó una crisis de asistencia: las habitaciones llamadas “ popular» cerrar uno tras otro. El Trianon, que ofrecía películas de aventuras y kárate, volvió a convertirse en teatro, por iniciativa de Guy Balensi, en 1992.
Incluido en el inventario de monumentos históricos en 1988, fue comprado por Julien Labrousse y su socio Abel Nahmias, completamente restaurado en 2009 y reabierto al público en 2010. Desde entonces ha recurrido a un programa variado. : teatro, conciertos de música clásica o de variedades con Carla Bruni, Julie Zenatti o incluso Benabar, pero también óperas, operetas, musicales, vitrinas, desfiles de moda, preestrenos de películas, espectáculos varios o festivales. Alberga la fase final de las audiciones del programa Nouvelle Star desde 2003. The Wriggles también grabaron un show allí en. El Trianon también acogió a la cantante Rihanna en noviembre de 2012 en su gira promocional 777 Tour para promocionar su disco Unapologetic. El 26 de julio de 2014, otro evento raro en Francia tuvo lugar allí, las etapas finales de una competencia de deportes electrónicos: las Guerras Nacionales.
En la planta baja se encuentra Le Petit Trianon, un café-restaurante diseñado desde los inicios del establecimiento en estilo Art Deco y que vuelve a estar en funcionamiento desde mayo de 2011 tras veinte años de cierre.

## Ubicación y acceso
Ubicado en 80, boulevard Marguerite-de-Rochechouart en el distrito 18 de e (Francia), al pie de la colina de Montmartre, este sitio es servido por la línea de metro en la estación de Anvers así como con la línea de autobús 54 y el Noctilien N02 en la parada de Anvers - Sacré-Coeur.